# 쩐응우옌한

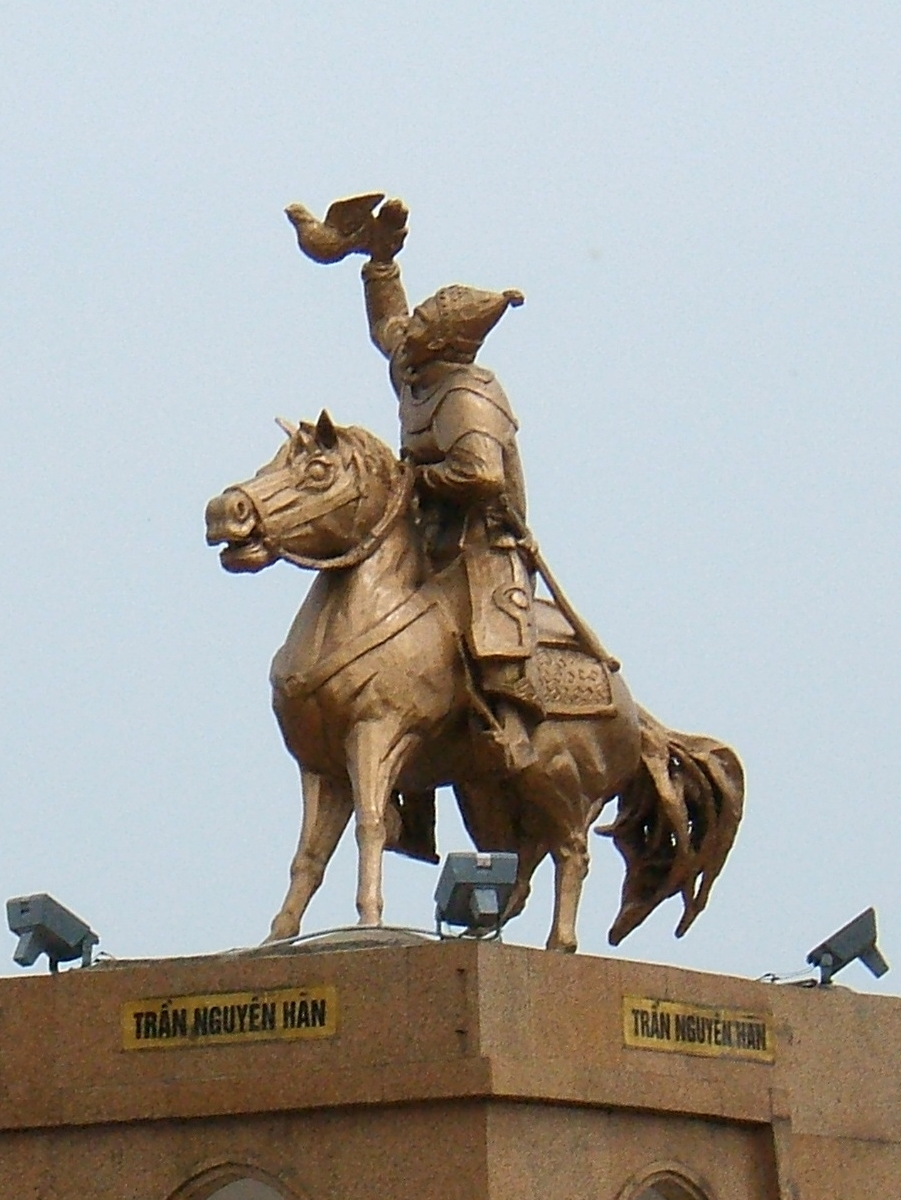
쩐응우옌한

쩐응우옌한(베트남어: Trần Nguyên Hãn / 陳元扞 진원한, 1390 ~ 1429년)은 대월 후 레 왕조의 장수이다. 람선 봉기 때 레러이 휘하에서 활약한 장수 중 한 명이다.

## 생애
쩐응우옌한은 선떠이(山西) 꽝우이(廣威, 현재의 하노이 바비현) 사람이다. 쩐응우옌단(陳元旦)의 손자로, 쩐 왕조의 종실인 쩐꽝카이(陳光啓)의 후예이다.
레러이가 람선 봉기를 일으키자 쩐응우옌한은 타인호아(淸化)에서 레러이에게 의탁하였고, 사도(司徒)로 봉해졌다.
1425년, 쩐응우옌한은 상장(上將) 조안노(尹弩)와 함께 병사 천여 명을 이끌고 떤빈(新平)과 투언호아(順化) 두 주를 공격하였고, 보찐(布政)에서 복병을 내어 명나라의 장수 임능(任能)을 격파하였다. 이후 레응언이 수군을 이끌고 지원해오자 쩐응우옌한은 수륙 양군을 이끌고 두 성을 공격해 떨어뜨렸으며, 수만 명의 사병을 구하여 북벌하였다.
똣동-쭉동 전투에서 명나라군에 승리를 거둔 뒤 레러이가 병사를 이끌고 동관성(東關城)을 공격하자 쩐응우옌한은 수군 및 전선 수백 척을 이끌고 보더우(步頭)에 주둔하며 뒤에서 레러이를 지원하였다. 1427년의 지릉관(支棱關) 전투 중 명나라군과 베트남군이 전투를 치르는 틈을 타 쩐응우옌한은 군사를 이끌고 명나라군의 중요 거점인 창강성(昌江城, 현재의 르엉장(諒江)을 점령하였고, 이는 베트남군이 대승을 거두게 하였다.
후 레 왕조가 세워진 뒤 쩐응우옌한은 좌상국(左相國)으로 봉해졌고, 응우옌짜이, 찐카, 레삿, 팜반싸오, 딘리엣, 레응언 등과 함께 홍비(紅緋)를 입는 특권을 누렸다. 그러나 레러이는 공신들을 매우 시기하였고, 쩐응우옌한이 몰래 레러이를 구천에 비교하였는데 이것을 레러이가 알고 대노하였고, 1429년에 쩐응우옌한을 죽였다.